# Grace Clinton
Grace Clinton, née le 31 mars 2003 à Liverpool, est une footballeuse internationale anglaise, qui joue au poste de milieu de terrain à Manchester United.

## Biographie

### En club
Le 3 octobre 2020, Grace Clinton dispute son premier match en professionnel avec l'Everton FC sur le terrain d'Aston Villa en Championnat d'Angleterre, en remplaçant Izzy Christiansen à la 74e minute de jeu de la victoire six à zéro des Toffees. Elle est titularisée pour la première fois lors d'un derby du Merseyside face au Liverpool FC en Coupe de la ligue le 18 novembre 2020 (victoire 1-0). En avril 2021, elle signe son premier contrat professionnel avec l'Everton FC.
Le 15 juillet 2022, elle rejoint Manchester United avec qui elle signe un contrat de trois saisons. En janvier 2023, après une demi-saison sans jouer avec sa nouvelle équipe, elle est prêtée à Bristol City en deuxième division. Clinton se révèle avec six buts en quinze rencontres et l'obtention du titre de champion de deuxième division.
Le 14 août 2023, Clinton est prêtée à Tottenham Hotspur en première division. Elle réalise une saison remarquée avec quatre buts et autant de passes décisives en vingt matchs de championnat. Elle joue aussi un rôle important dans le parcours des Spurs en Coupe d'Angleterre jusqu'à la finale qu'elle ne peut disputer puisqu'elle se dispute face son club d'origine, Manchester United, qui remporte la finale. En août 2024, elle remporte le trophée de meilleure jeune joueuse de la saison 2023-2024 décerné par la Professional Footballers' Association.
En 2024, elle fait son retour à Manchester United, et dispute son premier match avec les Red Devils le 21 septembre 2024 face à West Ham United, et inscrit son premier but avec le club lors de cette même rencontre. En janvier 2025, après avoir été élue à deux reprises joueuse du mois de Manchester United, elle prolonge son contrat avec le club jusqu'en 2026.

### En sélection
Grace Clinton est internationale anglaise dans les catégories de jeunes des moins de 17 ans jusqu'aux moins de 23 ans, disputant notamment le Championnat d'Europe des moins de 19 ans 2022.
Grace Clinton est convoquée pour la première fois en équipe d'Angleterre féminine par Sarina Wiegman en octobre 2023.
Elle honore sa première cape le 23 février 2024 face à l'Autriche en match amical. Titularisée, elle inscrit son premier but dès la 19e minute de la rencontre remportée par sept buts à deux.

## Palmarès

### En club
- Bristol City
  - Vainqueuse du Championnat d'Angleterre de deuxième division en 2023

- Manchester United

- - Finaliste de la Coupe d'Angleterre en 2025

### Distinction individuelle
- Élue joueuse de la saison par la Professional Footballers' Association en 2023-2024